# Schefflerodendron usambarense
Schefflerodendron usambarense é uma espécie vegetal da família Fabaceae.
Pode ser encontrada nos seguintes países: República Democrática do Congo, Gabão e Tanzânia.